# Mathias Martin (Orgelbauer)
Mathias Martin (* 20. April 1765 in Ettenheimmünster; † 8. Oktober 1825 in Waldkirch) war ein badischer Orgelbauer.

## Leben

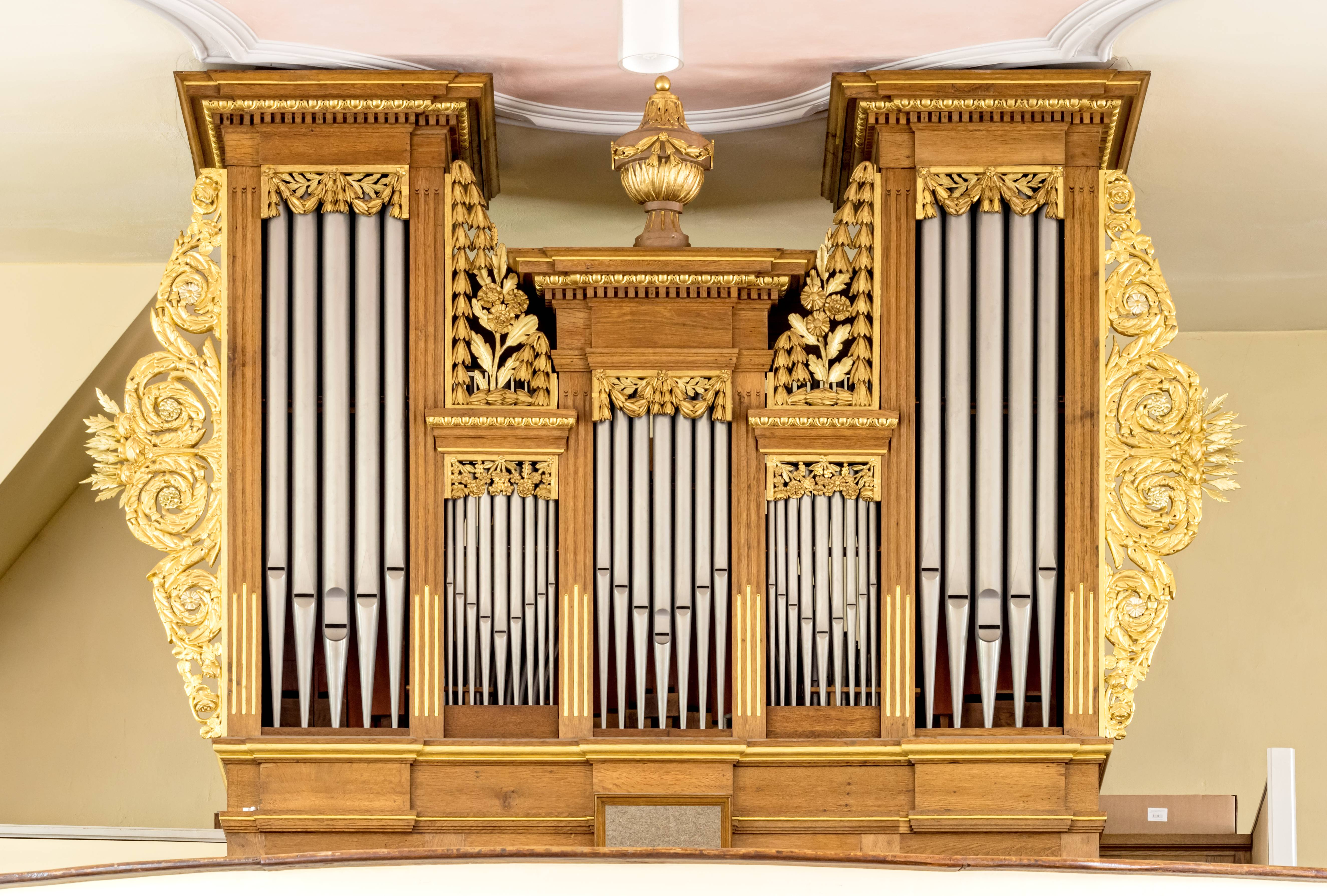
M. Martin-Orgel, St. Romanus (Schweighausen), 1809

Mathias Martin wurde als Sohn eines Klosterziegelmachers in Ettenheimmünster geboren. Nach seiner Schulzeit machte er eine Orgelmacherlehre bei seinem Onkel Anton Ohnemus in Mainz. 1781 arbeitete er zwei Jahre lang als Geselle in der Orgelwerkstatt des Hoforgelmachers Johann Ferdinand Balthasar Stieffell in Rastatt. Danach ging er nach Straßburg, wo er bei Conrad Sauter, dem Nachfolger Andreas Silbermanns, als Orgelbauer arbeitete, und gründete dann in seiner Heimat eine Orgelwerkstatt im Ettenheimer Gebiet. 1787 heiratete er Scholastica Moritz von Achern, mit der er drei Söhne hatte. Alle wurden Orgelbauer und führten später seine Orgelwerkstatt weiter.
1799 verlegte er seine Werkstatt nach Waldkirch (Breisgau), das in dieser Zeit zu vorderösterreichischem Gebiet gehörte. 1800 kaufte er für 100 Gulden das Waldkircher Bürgerrecht. Zeitlebens fertigte Mathias Martin zusammen mit seinen Söhnen 45 Orgelneubauten, unter anderem in Sitzenkirch, Schmieheim, Elzach, Neuershausen (Gemeinde March (Breisgau)), Altdorf, Schapbach (inzwischen in Luckow) oder Vörstetten, und war in Orgelfachkreisen für seine hohe Orgelbaukunst berühmt.
Seine beiden jüngeren Söhne, Franz Josef (1803–1837) und Martin Martin (1805–1837) hatten sich allerdings hoch verschuldet und setzten ihrem Leben selbst ein Ende, noch bevor sie die Orgel in der Kirche von Ebringen fertiggestellt hatten.
Mathias Martin hat in Waldkirch eine Orgelbauertradition begründet, die mit der Firma Waldkircher Orgelbau Jäger & Brommer bis heute andauert.